# Orphanostigma abruptalis
Orphanostigma abruptalis là một loài bướm đêm trong họ Crambidae.